# Romeinse burgeroorlog (387-388)
De Romeinse burgeroorlog (387-388) was een militair conflict tussen de West-Romeinse keizer Magnus Maximus en de Oost-Romeinse keizer Theodosius. Het leger van Theodosius versloeg het leger van Maximus in een drietal gevechten.  Maximus vluchtte en werd gevangengenomen bij Aquileia en daarna geëxecuteerd.

## Voorspel
De keizer van het westelijke deel Valentinianus I werd na zijn dood in 375 opgevolgd door zijn zonen, Gratianus en Valentinianus II. Gratianus, de oudste zoon die bij zijn troonsbestijging 17 jaar was, begon zijn heerschappij goed, door de Alemannen in 377 na  een zwaarbevochten campagne over de Rijngrens te onderwerpen en met vooruitziende blik te reageren op de dood van zijn oom Valens in de slag bij Adrianopel. Zijn besluit om de bekwame commandant Theodosius, tot medebestuurder van het oostelijke deel te benoemen zou achteraf een uitstekende zet blijken te zijn. Daarna vertrok Gratianus naar Sirmium en verleende steun aan Theodosius' om de Goten te bedwingen. Uiteindelijk vestigde hij in Milaan zijn regering in Noord-Italië. Met deze laatste zet echter vervreemdde hij zich van het westelijk veldleger in Gallië, althans die opvatting wordt door historici gedeeld om de gebeurtenissen van die tijd juist te kunnen verklaren. Het Gallische leger vormde op dat moment met de in strijd geharde gevechtseenheden het sterkste leger van het rijk. 
In 383 kwamen de Britse legioenen in opstand en riepen generaal Magnus Maximus tot keizer. De door Zosimus aangehaalde geportreteerde voorstelling van zaken lijkt het meest overtuigende. Volgens hem kwam de aanzet voor de troepen om in opstand te komen van Magnus Maximus zelf, omdat hij boos was over het feit dat Theodosius keizer werd terwijl hij zelf niet werd gepromoveerd.

Maximus viel met zijn troepen Gallië binnen en kreeg steun van de Rijnlegers. Gratianus trok met zijn leger naar hem op en bij Parijs volgden vijf dagen van voorzichtige schermutselingen totdat het grootste deel van de troepen van de legitieme keizer overliep naar de usurper. Maximus zette Gratianus af, waarna hij deze liet doden. Een sleutelfiguur in deze desertie was Mallobaudes, Gratianus' bevelhebber. 
Theodosius, de keizer in het oosten, moest nu kiezen tussen een burgeroorlog of Maximus aanvaarden als mede-keizer. Gelet op de barbaarse dreiging waarmee het rijk te maken had koos hij ervoor om Maximus als keizer in het westen te accepteren, met als enige bepaling dat de jonge Valentinianus II, (vertegenwoordigd, omwille van zijn jeugdige leeftijd, door zijn moeder Justina) mocht regeren als een onafhankelijke derde Augustus in Italië. Maximus accepteerde deze regeling waarmee een burgeroorlog van de baan was.

### Status quo
Gedurende vier jaar was sprake van een status quo tussen de Romeinse keizers, Maximus in Trier, Valentinianus II met zijn zijn moeder Justina in Milaan en Theodosius in Constantinopel. De oostelijke keizer stelde zich publiekelijk achter Valentinianus II, maar onderhield tegelijkertijd diplomatieke betrekkingen met Maximus. Latere historici hebben de stelling geponeerd dat Thedosius daarmee tijd wilde winnen om te voorkomen dat Maximus Italië binnen zou vallen. Gelet op de situatie in het oosten zou Theodosius meer tijd nodig hebben gehad om de grenzen van het het oostelijk veilig te kunnen stellen (Visigoten op de Balkan en Perzen in Armenië), voordat hij in staat was militair in te grijpen.

## Aanvang burgeroorlog
Vier jaar later (in 387), nadat de keizerin-moeder Justina Italië van zich had vervreemd door haar Ariaanse geloof en haar religieuze conflicten met de populaire bisschop Ambrosius van Milaan, zag Maximus zijn kans om zijn usurpatie van het westen te voltooien door Italië te veroveren van de 16-jarige Valentinianus. Voorafgaand had hij zijn leger versterkte met Frankische en Allemanische huurlingen, en om zijn plannen gemakkelijk te bewerkstelligen, gebruikte hij het voorwendsel om de Rhatische grens tegen de barbaren te versterken. Daarmee wist hij zijn troepen over de Alpen in Italië te introduceren, waarna hij, met de passen veilig achter zich, verraderlijk wendde om op te marcheren naar Milaan, de hoofdstad van Valentinianus. Justina en haar zoon ontsnapten alleen door een hectische vlucht naar Aquileia, vanwaar ze per boot naar Thessaloniki gingen en Theodosius om hulp smeekten. De provincie Italië viel daarmee in handen van Maximus. 
Theodosius stond voor een dilemma. Maximus beschikte over een sterk leger en was net als hem een aanhanger van het katholicisme. Hij vreesde dat Maximus op den duur ook zijn oog op de Illyrische provincies zou laten vallen die een spilfunctie tussen het westen en oosten vervulden. Dat risico wilde hij niet lopen. Bovendien was Valentinianus bereid het katholieke geloof aan te nemenen en bood deze hem de hand aan van zijn zuster Galla. Uiteindelijk besloot Theodosius Maximus de oorlog te verklaren.

### Strijd op meerdere fronten
In het oosten bereidde Theodosius zich gestaag voor op de komende burgeroorlog. Begin 388 had hij zijn leger zover op orde gebracht dat de operatie tegen Maximus in het voorjaar van start kon gaan. In Noord-Africa werd Gildo de comes Africae omgekocht voor logistieke steun, en in Gallië staken de Franken de Rijn over om te plunderen. Vanuit Egypte vertrok een vloot met Valentinianus en een leger aan boord naar het westen. 
In een poging Maximus strijdkrachten verder te verdelen viel Theodosius' leger zowel ter land als ter zee aan. Op drie locaties werd slag geleverd. Valentinianus was onderweg naar Sicilië, terwijl in Noord-Italië troepen aan land gezet werden. Via de landzijde marcheerde de hoofdmacht, die rechtstreeks onder bevel stond van de keizer. Theodosius werd ondersteund door een militaire staf bestaande uit de generaals Arbogastes, Promotus, Timasius en Richomer. Door de snelheid en grootschalige aanval van Theodosius werd Maximus in het defensief gedrukt en moest hij zijn krachten verdelen.

### Slag aan de Save
Op het eiland Sicilië behaalde Valentinianus met een Oost-Romeins leger een overwinning op Maximus' troepen.  In Pannonia aan de oevers van rivier de Sava raakten het leger van Maximus en Theodosius slaags. Maximus had bij de stad Emona (Slovenië) zijn leger in stelling gebracht en wachtte op de komst van Theodosius' hoofdmacht. Toen het Oost-Romeinse leger arriveerde raakten de legers slaags, de gevechten duurden de hele dag en eindigde onbeslist. De volgende dag werden de gevechten hervat en vond uiteindelijk een beslissende gevecht plaats bij Poetovio (nu Ptuj). Ditmaal dolven Maximus en zijn generaal Andragathius het onderspit. Maximus werd verslagen en moest zich terugtrekken in de stad Aquileia, waar de burgeroorlog werd beslist. Het was voor Maximus en zijn overgebleven troepen onmogelijk om de stad tegen de overmacht van Theodosius te verdedigen. Aquilea werd door Theodosius ingenomen en uiteindelijk gaf Maximus zich over.
Op 28 augustus werd Maximus in opdracht van Theodosius vermoord. Hij stuurde zijn generaal Arbogastes naar Gallië om Maximus' zoon gevangen te nemen en te doden.

## Nasleep
Na de overwinning op Maximus besloot Theodosius het bewind over het westelijke deel in eigen hand te nemen. Daarbij dwong hij Valentinianus tot een ondergeschikte rol. In naam was de jonge keizer senior augustus, maar feitelijk had hij niks in te brengen. Theodosius versterkte zijn eigen leger door de beste westelijke legereenheden over te hevelen naar het oosten. In 389 plaatste hij Valentinanus in een onmogelijke positie door hem samen met Arbogastes opdracht te geven een strafexpeditie op touw te zetten tegen Frankische krijgsbenden. Arbogastes voerde het leger aan terwijl Valentinanus zich enkel bezig mocht houden met civiele benoemingen. Valentinianus raakte gefrustreerd en kwam in botsing met de aanvoerder van zijn leger. Mei 392 werd zijn opgeknoopt lichaam aangetroffen in zijn paleis, de vermoedelijke dader was Arbogastes.